# 白山市七道江会议纪念馆
白山市七道江会议纪念馆，位于中国吉林省白山市浑江区七道江村，是为纪念七道江会议建立的纪念馆。为一座砖瓦材料四合院式的建筑，建筑面积997平方米。隶属于浑江区文化教育和体育局。

## 历史
民国时期为通明炭矿办公室所在，为煤矿职工家属住房。1946年12月11日，东北民主联军辽东军区在此召开党委扩大会议——史称七道江会议。1984年8月，由原通化矿务局修复后移交给浑江市政府（现白山市政府）。1987年10月20日，吉林省人民政府以七道江会议址之名，将此建筑列为第四批吉林省文物保护单位，类型为近现代史迹及代表性建筑，历史年代为1946年，该文物保护单位由白山市文管办管理。
原会址长15米，宽6.4米，总面积96平方米。2005年，移交八道江区（现名为浑江区）政府文化教育和体育局。对原址建筑进行了扩建。2005年11月，正式对外开放。